# Цзинцзюэ

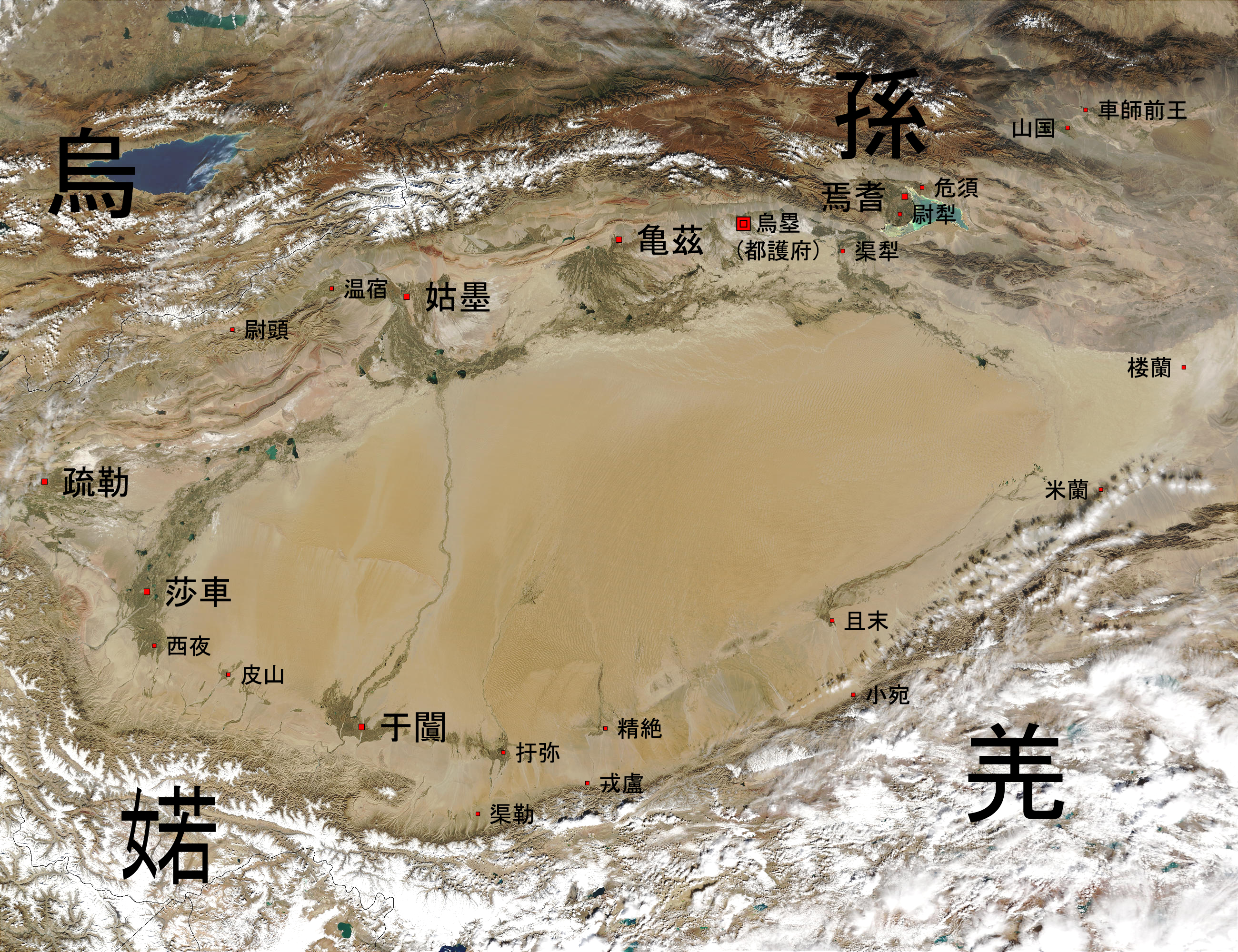
Цзинцзюэ на юге Таримского бассейна, к востоку от Юйми и северу от Жунлу. I век.

Цзинцзюэ (ганд. Чадота; кит. трад. 精絕國, упр. 精绝国, пиньинь jīngjuéguó, палл. цзинцзюэ го) — древнее княжество, оазис на Шелковом пути, ныне уезд Миньфэн, завоёвано при династии Хань, присоединено к Шаньшань.
Столица — город Цзинцзюэ в 8820 ли от Чанъани. По ханьской переписи: 480 семейств, 3360 человек, 500 воинов. Администрация три офицера (精絕都尉、左右將) и переводчик. Земли мало — стеснена горами. На юге Жунлу в 4 днях пути, на запад Юйми — 460 ли.